# Palace (hôtel)
 (juin 2024).
La mise en forme du texte ne suit pas les recommandations de Wikipédia : il faut le « wikifier ».
Les points d'amélioration suivants sont les cas les plus fréquents. Le détail des points à revoir est peut-être précisé sur la page de discussion.
- Les titres sont pré-formatés par le logiciel. Ils ne sont ni en capitales, ni en gras.
- Le texte ne doit pas être écrit en capitales (les noms de famille non plus), ni en gras, ni en italique, ni en « petit »…
- Le gras n'est utilisé que pour surligner le titre de l'article dans l'introduction, une seule fois.
- L'italique est rarement utilisé : mots en langue étrangère, titres d'œuvres, noms de bateaux, etc.
- Les citations ne sont pas en italique mais en corps de texte normal. Elles sont entourées par des guillemets français : « et ».
- Les listes à puces sont à éviter, des paragraphes rédigés étant largement préférés. Les tableaux sont à réserver à la présentation de données structurées (résultats, etc.).
- Les appels de note de bas de page (petits chiffres en exposant, introduits par l'outil «  Source ») sont à placer entre la fin de phrase et le point final[comme ça].
- Les liens internes (vers d'autres articles de Wikipédia) sont à choisir avec parcimonie. Créez des liens vers des articles approfondissant le sujet. Les termes génériques sans rapport avec le sujet sont à éviter, ainsi que les répétitions de liens vers un même terme.
- Les liens externes sont à placer uniquement dans une section « Liens externes », à la fin de l'article. Ces liens sont à choisir avec parcimonie suivant les règles définies. Si un lien sert de source à l'article, son insertion dans le texte est à faire par les notes de bas de page.
- La présentation des références doit suivre les conventions bibliographiques. Il est recommandé d'utiliser les modèles {{Ouvrage}}, {{Chapitre}}, {{Article}}, {{Lien web}} et/ou {{Bibliographie}}. Le mode d'édition visuel peut mettre en forme automatiquement les références.
- Insérer une infobox (cadre d'informations à droite) n'est pas obligatoire pour parachever la mise en page.

Pour une aide détaillée, merci de consulter Aide:Wikification.
Si vous pensez que ces points ont été résolus, vous pouvez retirer ce bandeau et améliorer la mise en forme d'un autre article.
Pour les articles homonymes, voir Palace.
 (juin 2024).
Le terme palace désigne un hôtel de luxe.
En France, depuis 2010, la distinction « palace » est officiellement attribuée à certains établissements hôteliers français de grand luxe. Ce label, décerné par Atout France, est exclusivement limité à des hôtels classés cinq étoiles offrant de surcroît des prestations exceptionnelles à leur clientèle. À la fin du mois d'août 2017, seuls 31 hôtels sur 343 sont admis dans cette catégorie.
Le terme « palace » en langue courante est cependant utilisé par d'autres établissements français (y compris dans leur nom commercial, comme l'ancien Élysée Palace) qui ne répondent plus aujourd'hui aux critères définis par la loi.

## Origine du terme

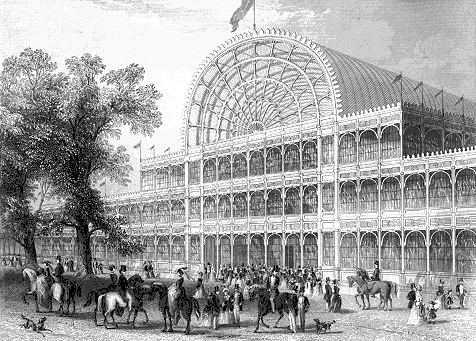
Victor Hugo évoque en 1851 « Crystal Palace » à Londres dans sa correspondance.

Depuis 1834, le mot anglais « palace » est associé à un établissement commercial de grande taille, synonyme de raffinement et de bon goût, incarnant une idée d'une hôtellerie de luxe, réservée à une certaine catégorie de personnes fortunées. À cette époque, « palace » signifie donc « palais », ou « demeure luxueuse ». L'origine de ce terme provient de l'ancien français « paleys » (1290), ou « paleis », « palais » selon le mot latin « palatium ».
Le terme « wagon palace » apparaît dans le récit d'un voyageur français en 1881. En 1884, le premier emploi de « Palace Hotel » est avéré aux États-Unis. Enfin, tout comme le terme « hôtel », le mot « palace » revint en France pour désigner « un hôtel luxueux » avec l'ouverture en 1898 de l'Élysée Palace Hôtel de la Compagnie des wagons-lits sur les Champs-Élysées.
Le terme devint rapidement d'usage courant. Ainsi, en 1935, le poète Léon-Paul Fargue remarque dans son essai Le Piéton de Paris (p. 214) :

« Le George-V (sic) n'a rien non plus du palace monumental et mélancolique où le luxe et l'ennui se confondent. C'est exactement l'hôtel qui est destiné à une clientèle que rien ne rattache à l'avant-guerre, une clientèle  intimement liée au jazz, à la vitesse, aux fluctuations des changes, et pour laquelle la direction avait créé, bien avant le pays légal, comme on dit aujourd'hui, un service d'avions-taxis qui cueillaient le touriste à la descente des paquebots. » .

## Histoire

### Apparition des hôtels de grande qualité en France

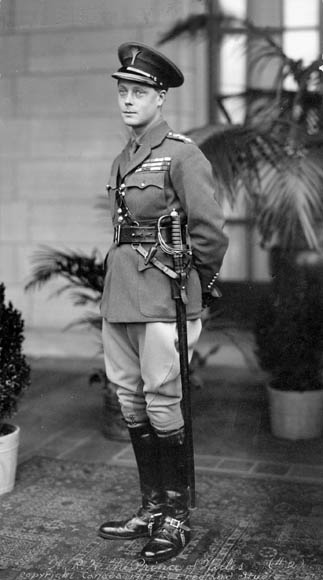
Édouard, Prince de Galles, futur Édouard VIII.

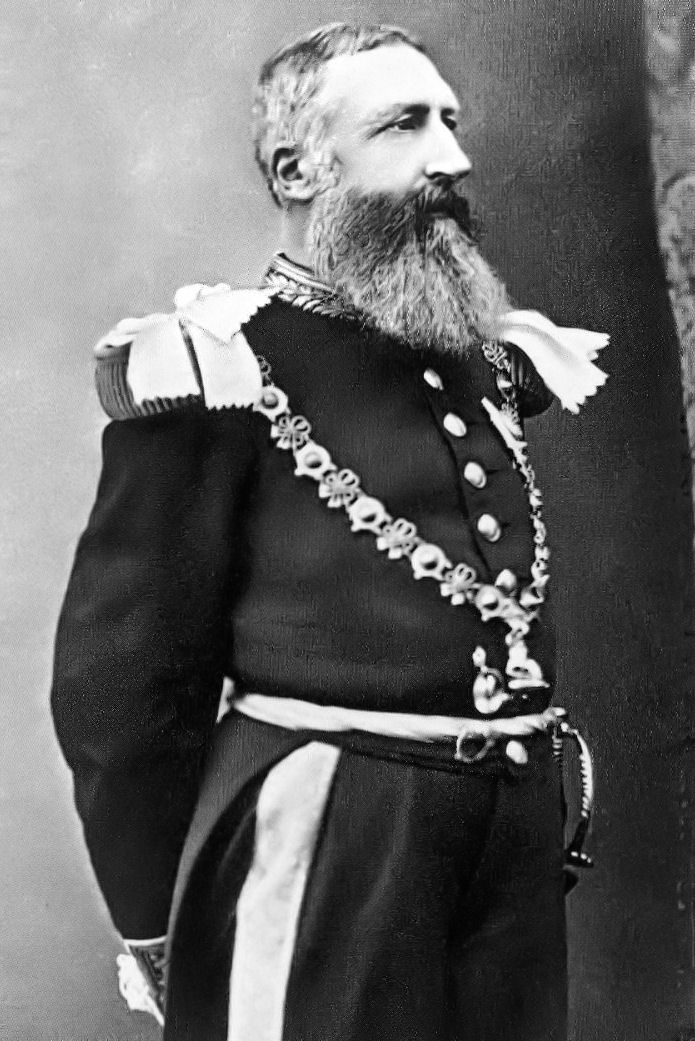
Léopold II de Belgique.

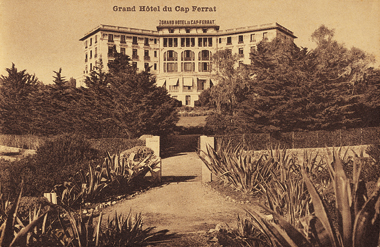
L'inaugration du Grand-Hôtel du Cap-Ferrat (3 Clefs Michelin 2024) remonte à l'année 1908.

La clientèle appartenant à la haute société donna naissance au concept de palace. La France a été à l'avant-garde de ce mouvement, notamment par l'accueil de l'élite anglaise, puis américaine ou russe, dans ses stations balnéaires ou thermales. Avant la Révolution française, déjà, de riches Anglais aimaient à séjourner en hiver à Nice, Hyères, Cannes et Pau. Mais surtout, à la suite de la révolution industrielle, le phénomène de la marée anglaise, en matière de tourisme, devint une réalité . De plus en plus d'Anglais des classes supérieures s'installaient en France pour y passer des vacances, notamment à Paris et sur la Côte d'Azur. Il fallut donc, au début du XXe siècle, ouvrir des établissements prestigieux afin d'y accueillir des clients fortunés.
Ces établissements étaient souvent installés dans des bâtiments ayant appartenu à l'aristocratie. Leurs normes de confort et de qualité s'adaptèrent tout naturellement à leur nouvel usage. Ainsi, en 1909, la résidence du duc de Crillon fut transformée en hôtel de luxe, l'hôtel de Crillon. De même, l'hôtel du Palais de Biarritz était l'ancienne « Villa Eugénie », résidence d'été préférée de la famille de Napoléon III.
Parmi les clients de ce genre d'établissements, certains appartenaient aux familles royales européennes. En 1928, naquirent ainsi à Paris à la fois l'hôtel Prince de Galles, un établissement prestigieux destiné aux séjours du prince de Galles, futur Édouard VIII, et son voisin, l'hôtel George-V, du nom de son père. Sur la Côte d'Azur, il faut souligner le rôle du roi Léopold II de Belgique. Charmé par la beauté de Saint-Jean-Cap-Ferrat, il y construisit plusieurs villas, en acquérant jusqu'à 50 hectares de terrain. Selon la volonté du roi, le Grand Hôtel du Cap-Ferrat ouvrit ses portes sur ce terrain en 1908.
Certains hôtels de luxe s'autoproclamaient déjà « palace », en l'absence de tout label officiel, notamment à Paris, où six établissements haut de gamme se distinguaient : les Bristol, Crillon, George V, Meurice, Plaza Athénée et Ritz. De fait, une certaine reconnaissance officieuse existait pour ce qualificatif de « palace ».
Un autre motif qui favorise la fondation des établissements de luxe apparut en France, à la fin du XXe siècle. Les Jeux olympiques d'hiver de 1992 à Albertville suscitèrent la création d'un nouvel établissement haut de gamme, pour accueillir le comité olympique et les personnalités. La région manquait d'établissement de cette catégorie, mais la municipalité ne voulait pas que s'y installât un hôtel d'une chaîne hôtelière. C'est ainsi que naquit à Courchevel le palace indépendant Les Airelles. Puis, la station compte un autre palace, le Cheval Blanc du groupe LVMH, inauguré en 2006. LVMH y promeut ses grandes marques, notamment son spa des Neiges Givenchy (devenu Guerlain en 2011), et le nom « Cheval Blanc », qui rappelle l'un des quatre Premiers grands crus classés de Saint-Émilion, Château Cheval Blanc, également propriété du groupe. Son restaurant, Le 1947, évoque le plus grand millésime du XXe siècle de ce cru.

### Hôtellerie de luxe et gastronomie

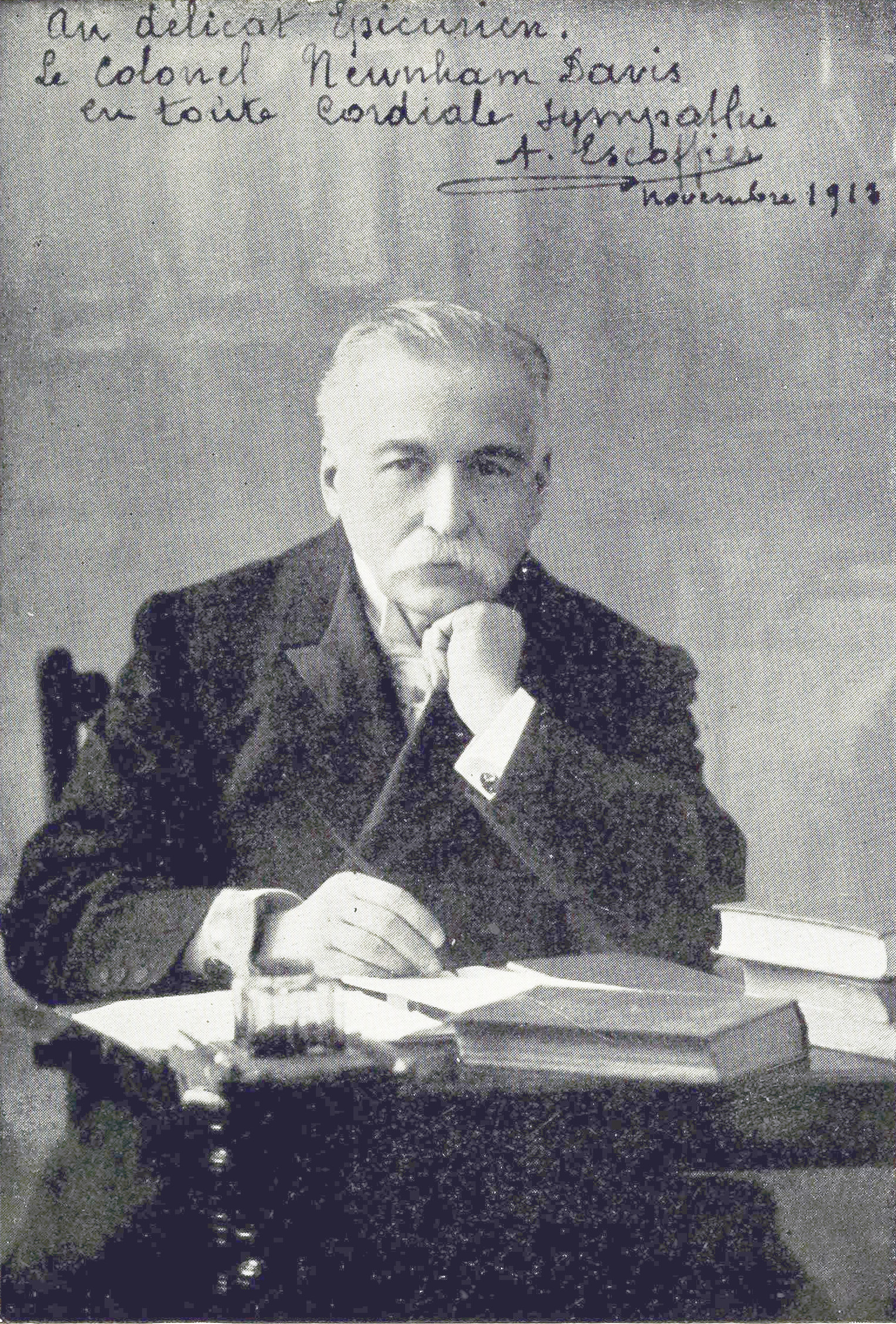
Auguste Escoffier.

L'histoire du palace est aussi liée à celle de son restaurant, nécessairement gastronomique depuis déjà un certain temps. Ainsi, avant d'inaugurer son propre hôtel Ritz à Paris en 1898, César Ritz avait connu un immense succès à Londres, au sein de l'Hôtel Savoy, avec un chef cuisinier mythique, Auguste Escoffier. Ce dernier assista à l'inauguration du restaurant gastronomique du Ritz Paris.
Cependant, jusqu'à la fin du XXe siècle, les restaurants des palaces parisiens ne possédaient, en général, qu'une étoile du guide Michelin. Certes, leurs restaurants contribuaient à renforcer le prestige de l'hôtel, mais afin de satisfaire leurs habitués, l'ambiance originale et le service personnalisé qu'ils offraient à leur clientèle, réclamaient de plus en plus de soin. Les clients de ces établissements se contentaient de la cuisine d'une étoile. Cette tendance modeste, sauf auprès de l'hôtel de Crillon, continua jusqu'à ce que le restaurant Alain Ducasse s'installe au Plaza Athénée en septembre 2000.

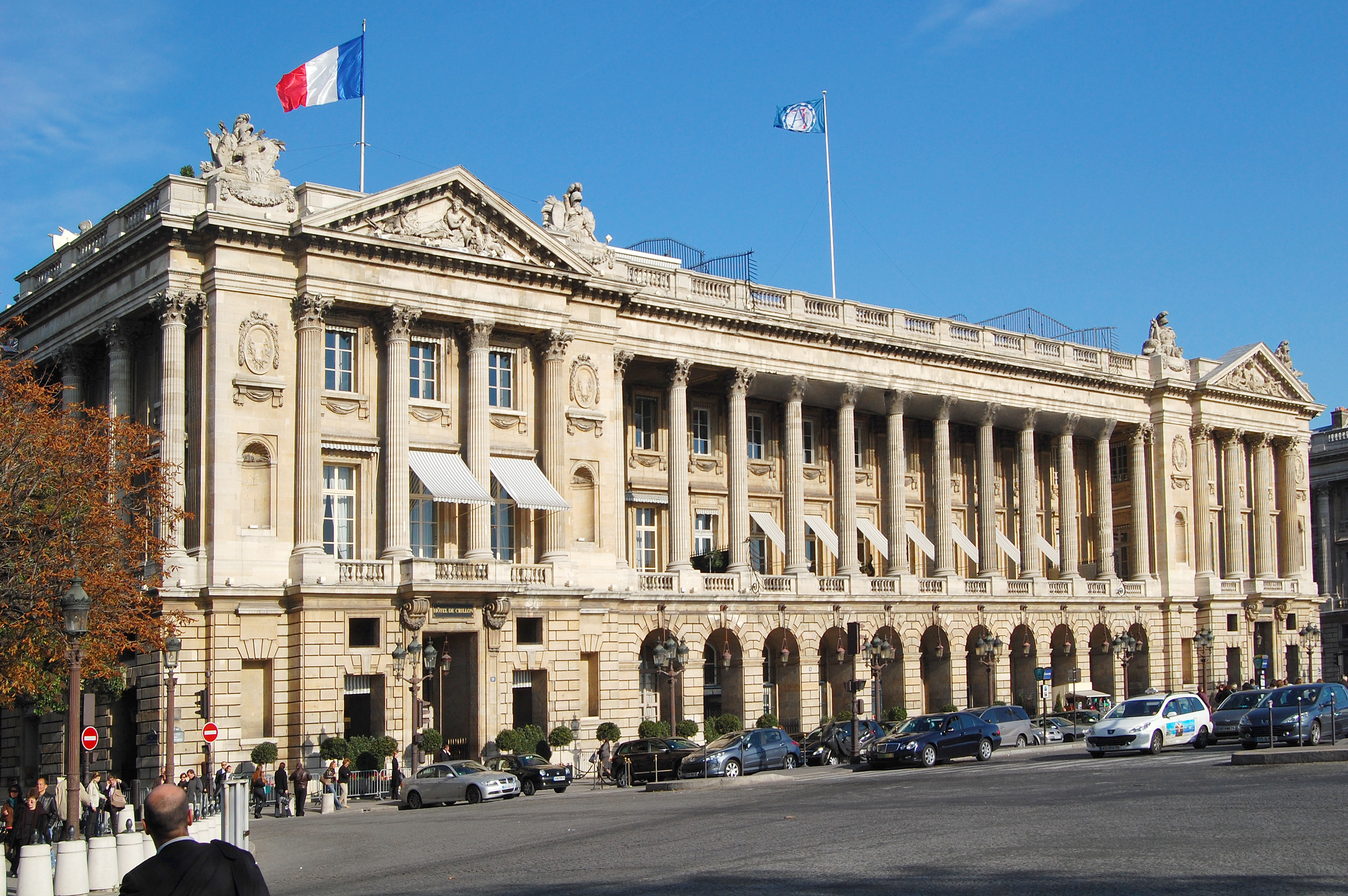
Propriété d'une grande maison de champagne, le restaurant de l'Hôtel de Crillon enrichit, au XXe siècle, la tradition gastronomique française des hôtels de luxe.

Avant que ne soit lancée la bataille de gastronomie parmi les palaces parisiens, le restaurant Les Ambassadeurs de l'hôtel de Crillon resta un symbole de l'hôtellerie française de luxe. Tout en conservant le décor original datant du règne de Louis XV, cette ancienne salle de bal du duc de Crillon possédait deux macarons du Guide Michelin et était adhérent aux Relais & Châteaux. Il s'agissait donc de l'un des restaurants les plus prestigieux en France. Il était, en effet, avant sa vente à Starwood Capital Group en 2005, propriété de Taittinger, l'une des grandes maisons de champagne. En faveur de la maison de Reims, il était capable de distinguer l'Hôtel de Crillon d'autres établissements. Très connu dans le monde entier, car entre 1992 et 2012, celui-ci accueillit chaque année vingt-cinq jeunes filles du gotha international lors du Bal des débutantes. Ce bal était suivi d'un dîner exceptionnel, tout comme lors de la présentation de plusieurs prix littéraires.

## DistinctionPalace

### Évolution vers une nouvelle classification
En dépit de plusieurs modifications effectuées en 1988, 1989, 1991 et 1992, l'ancien classement hôtelier français aux termes de l'arrêté du 14 février 1986 n'assurait plus la compétitivité des établissements français par rapport à la concurrence internationale.
D'une part, le système de classement en six catégories, de zéro à quatre étoiles luxe, manquait de cohérence avec les standards internationaux. L'absence de catégorie cinq étoiles le rendait peu lisible pour les principaux clients des établissements haut de gamme, notamment les Anglais et les Américains, alors que plus de 85 % de clients desdits palaces parisiens étaient étrangers et essentiellement de ces deux nationalités.
D'autre part, ses normes comprenaient principalement une trentaine de critères physiques ou liés à l'équipement, c'est-à-dire surface, nombre de chambres, existence de chauffage, présence d'une cabine téléphonique, etc. Faute de critères concernant les services et la qualité, ce classement entretenait parfois la confusion chez certains clients.
On prépara donc un nouveau classement, en cinq catégories, d'une à cinq étoiles, qui correspondent à chaque niveau de confort et de qualité, selon 240 critères examinés. La cinquième étoile est notamment conçue pour répondre à une clientèle internationale exigeante. Par exemple, un personnel parlant plusieurs langues étrangères, au moins deux dont l'anglais, sont obligatoires. L'accueil doit être assuré 24h sur 24 à partir de 30 chambres ainsi qu'en situation de handicap,.
Toutefois, il était de plus en plus évident que même la nouvelle catégorie cinq étoiles serait insuffisante pour les établissements français les plus distingués. C'est la raison pour laquelle commencèrent les études pour une sixième catégorie. Le cabinet PKF avait analysé la diversité de l'ancienne catégorie quatre étoiles dans la capitale.
Elle était composée de plusieurs groupes (prix moyens des quatre étoiles à Paris, en 2001 : 245,2 €) :
- les Bristol, Crillon, George V, Meurice, Plaza Athénée et Ritz (631,7 €) : dits palaces
- le grand luxe : hôtels de grande renommée, appartenant à de grandes chaînes internationales
- les hôtels de charme : de capacité plus réduite, proposant des produits exclusifs dans un site de moins bonne visibilité
- les gros porteurs : caractérisés par une capacité importante d'hébergement (400 à 1 000 chambres)
- les first class : correspondant aux cinq étoiles standard actuel

Puis, une première définition juridique fut délivrée par l'arrêt de la Cour d'appel de Paris (première Chambre section H) du 26 septembre 2006, à la suite de la décision no 05-D-64 du 25 novembre 2005 du Conseil de la Concurrence :

« … en se fondant notamment sur l'analyse du cabinet PKF, que la demande émane majoritairement d'une clientèle « tourisme », le plus souvent étrangère et très fortunée, peu sensible au prix, pour laquelle le prestige et l'image de luxe de ces établissements jouent un rôle essentiel, et que cette image provient de la conjonction d'un ensemble de caractéristiques que les six établissements en cause étaient alors seuls à pouvoir réunir, soit une adresse prestigieuse, un personnel nombreux affecté au service de la clientèle, un ensemble de services annexes de luxe, un restaurant de prestige, une proportion de suite élevée dont certaines très prestigieuses par leur taille, leur décoration ou leur histoire. »
Le classement hôtelier cinq étoiles en France fut mis en place par la loi du 22 juillet 2009, par Hervé Novelli, secrétaire d'État chargé du Tourisme. Celui de Palace suivit : par lettre du 29 juillet 2009, Hervé Novelli chargea deux professionnels de l'hôtellerie de luxe de créer une catégorie supplémentaire. Il s'agissait de François Delahaye, directeur général du Plaza Athénée, et de Pierre Ferchaud, président directeur général du Bristol jusqu'en juin 2010. Avec la participation d'Alain Simon, contrôleur général,, 70 pages de rapport furent achevées en septembre 2010.
Ce rapport examinait également le titre pour cette sixième catégorie. Étant donné que l'on utilisait déjà le mot « luxe » dans l'ancienne catégorie quatre étoiles, ce terme fut évité. Parmi les mots « privilège », « premium », « prestige » et « palace », le dernier fut finalement conseillé. Ce terme, établi depuis longtemps dans la langue française, représente aisément les caractéristiques de la catégorie.

### Distinction officielle depuis 2010

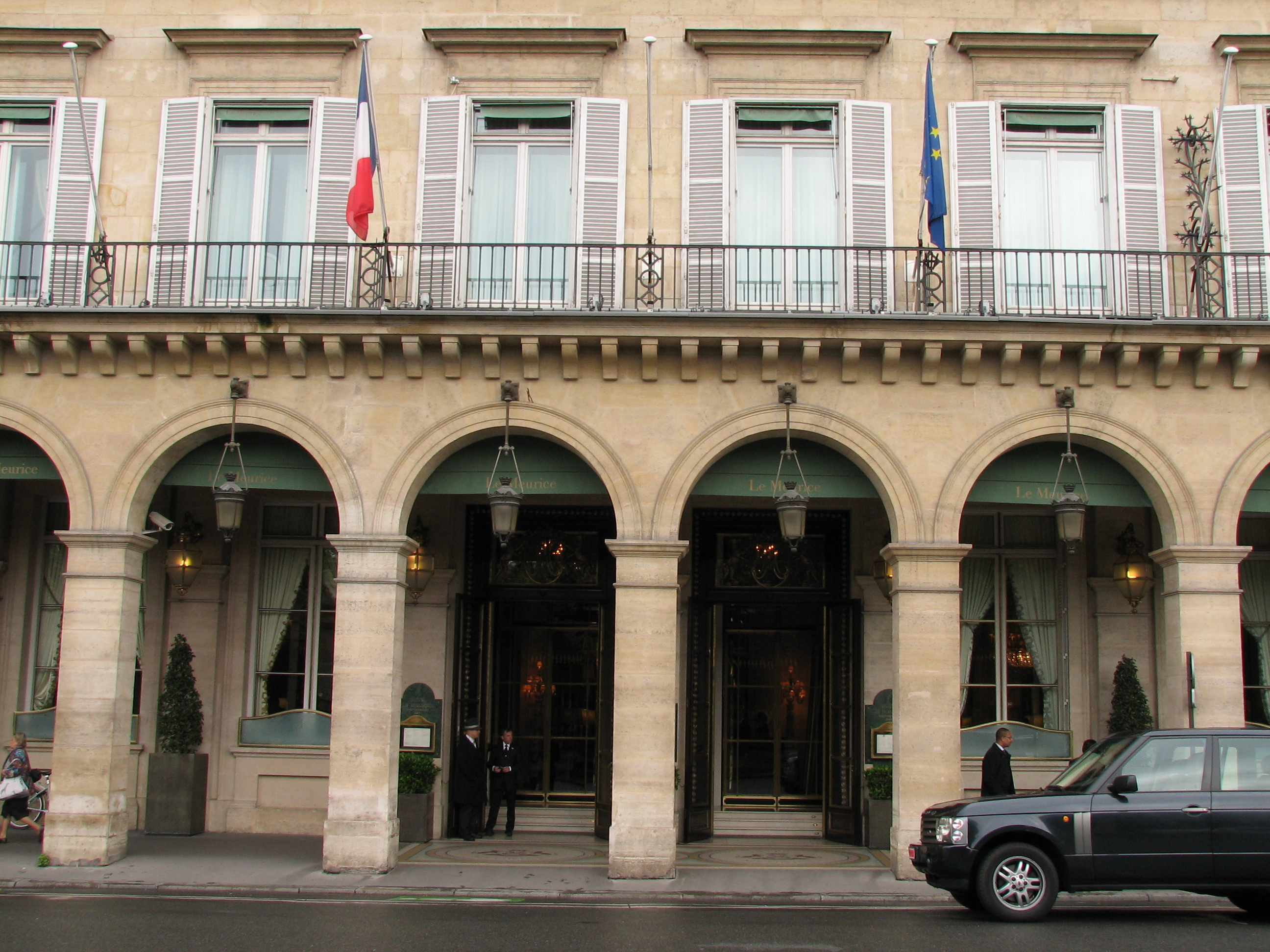
L'hôtel Meurice est l'un des premiers palaces officiels. Il est aussi le plus ancien, ayant été inauguré en 1835. Il était au XIXe siècle à Paris le principal hôtel qui accueillait les voyageurs anglais fortunés, jusqu'à l'ouverture du Ritz en 1898.

L’appellation reçut une reconnaissance officielle avec la création de la « distinction Palace » par un arrêté du 8 novembre 2010, et est spécialement dédié aux hôtels de la capitale française, Paris. À la suite de l'analyse du rapport, ce label est décernée par Atout France, groupement d'intérêt économique (GIE), opérateur de l'État français en matière de tourisme créé en 2009.
Le 5 mai 2011, sur quatorze hôtels de grand luxe retenus, huit, dont quatre à Paris et deux à Courchevel, obtinrent la distinction pour une durée de cinq ans.
Néanmoins, ce premier classement provoqua la déception ainsi que le mécontentement parmi les candidats. Aussi, le nouveau secrétaire d'État au tourisme, Frédéric Lefebvre, annonça-t-il qu'une prochaine session de candidature aurait lieu pour permettre à d'autres hôtels d'obtenir cette distinction. De plus, le jury lui demanda de réduire le délai d'ancienneté requise. En effet, pour la première session, les délais étaient fixés à 30 mois pour les nouveaux hôtels ainsi qu'à 24 mois dans le cas de rénovation. En conséquence, à partir de la deuxième, les délais furent diminués.
Une réunion du jury tenue le 8 septembre 2011 permit à l'hôtel George-V de recevoir la distinction une semaine plus tard. Puis, après la deuxième session close le 30 juin 2011, trois autres établissements furent admis en juin 2012. La France comptait désormais douze palaces, dont cinq établissements parisiens.
Le nombre de palaces français fut encore forcément limité en comparaison des établissements classés cinq étoiles, tout comme ce qu'en 2010, le patron du Bristol Didier Le Calvez avait prévu : « Étant donné les normes exigées, la France pourrait avoir huit à douze palaces dans un premier temps. C'est un bon ratio pour souligner le caractère exceptionnel de ces adresses. ».
Puis le 27 juin 2013, Atout France autorisa sa 13e distinction pour le Royal Monceau. En juillet 2014, trois nouveaux hôtels ont reçu la distinction Palace : les Mandarin Oriental et Shangri-La à Paris, le K2 à Courchevel.
En juillet 2016, trois autres établissements ont reçu cette distinction : le Cheval Blanc St-Barth Isle de France à Saint-Barthélemy, The Peninsula Paris et l'hôtel du Cap-Eden-Roc à Antibes.
En septembre 2018, l'hôtel de Crillon, dans la chaîne Rosewood Hotel, reçoit à son tour la distinction Palace.
En octobre 2019, cette fois-ci six nouveaux hôtels rentrent dans la famille des palaces : l'hôtel Lutetia (Paris), l'hôtel Barrière Les Neiges (Courchevel), L'Apogée (Courchevel), La Villa La Coste (Le Puy-Sainte-Réparade), Le Cheval Blanc (Saint-Tropez) et le Château de Saint-Martin (Vence).

### Procédure en deux étapes
La session est constituée de deux phases :
- Seuls les établissements classés cinq étoiles en France sont admissibles. Les nouveaux établissements doivent attendre douze mois, six mois pour ceux qui ont été rénovés, jusqu'à ce que la qualité de leurs activités soit stabilisée. Les candidats doivent soumettre leur dossier à Atout France, agence créée le 19 mai 2009 et chargée par l'État d'accorder la distinction. Ils doivent satisfaire à 203 critères obligatoires et à 31 critères facultatifs, concernant la qualité[23]. Si l'établissement est admissible, le bureau transmet son dossier à une commission composée de personnalités de divers univers.
- Présidée par l'académicien Dominique Fernandez (2010-2015), puis par Jean-Robert Pitte (depuis 2015), la commission analyse la qualité des candidats, selon plusieurs critères objectifs[24] : une histoire dense, une localisation agréable, la personnalisation et la précision du service, l'excellence de la restauration et la démarche environnementale. Si rien n'est officiellement annoncé, il est possible que la vérification soit effectuée, avant la décision finale, par une équipe d'inspecteurs anonymes.

La France est le premier et actuellement le seul pays qui ait officialisé la catégorie « Palace ». La définition et les critères ne sont donc pas encore établis dans d'autres pays.
Depuis le mois de janvier 2016, une nouvelle commission d'attribution dont le nombre de membres fut renforcé jusqu'à quatorze personnels est en fonction, à la suite de l'arrêté du 9 décembre 2015. Cette deuxième commission est également chargée d'examiner le renouvellement des premiers établissements admis.

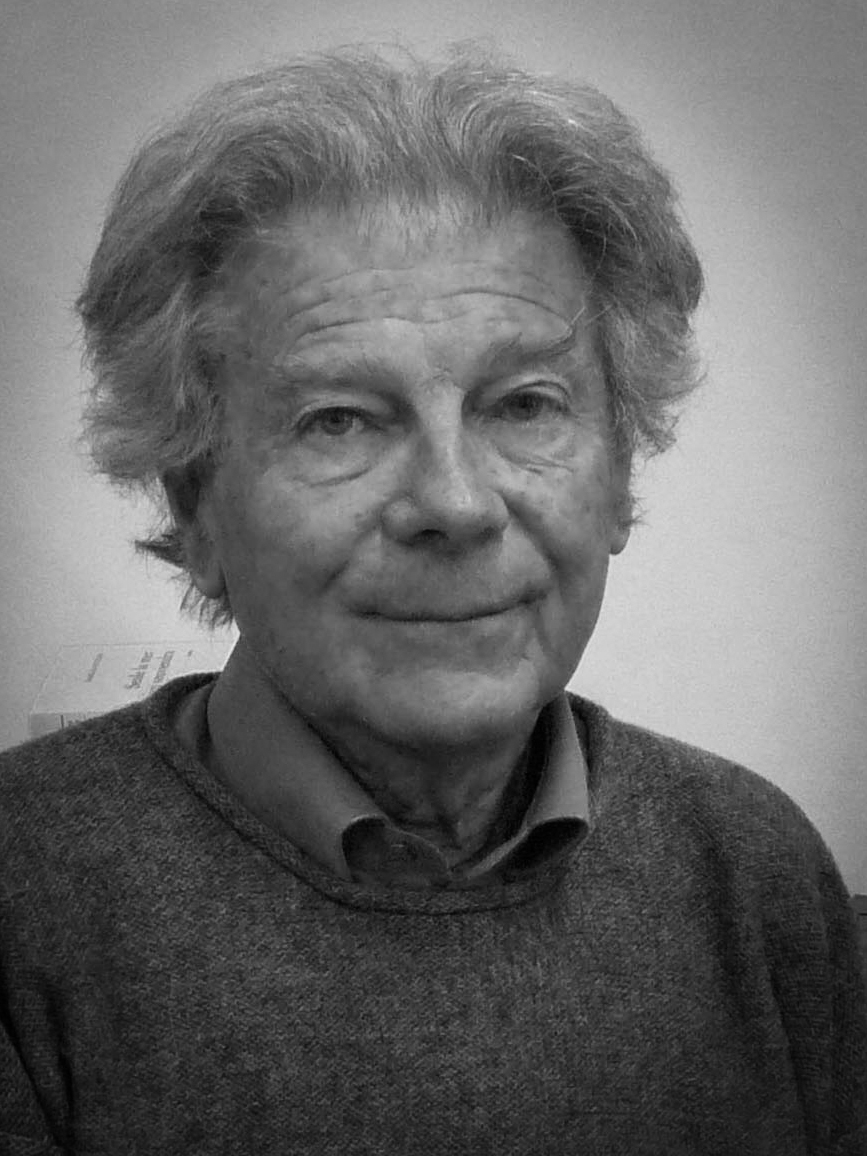
Dominique Fernandez, président.

### Réforme de la distinction Palace en 2024
À partir du 1er octobre 2024, une nouvelle mesure, plus stricte, sera tenue dans l'optique de garantir le caractère par excellence du label Palace. Surtout, la durée de distinction sera diminuée pour 3 ans, au lieu de 5 ans. Ensuite, le candidat devra 24 mois d'activité en tant que 5 étoiles d'établissement. Enfin, un certain nombre de critères facultatifs deviendront obligatoires, telle l'existence d'un espace de remise en forme ou d'un spa. Il faudra que la surface minimale des chambres soit dorénavant de 26 m²,.

## Caractéristiques du palace officiel de France

### Dans d'autres pays
Certes, il existe la catégorie cinq étoiles supérieur dans d'autres pays. Toutefois, l'idée de la distinction Palace est loin du classement de ce type. Ainsi, celui de l'association Hotelstars Union, actuellement composée de 21 pays européens dont la Suisse, est constitué de dix catégories : d'une à cinq étoiles ainsi que cinq catégories supérieures. Si l'établissement obtient plus de points, il est classifié en tant que supérieur. Dans ce système, les établissements obtenant un certain nombre de critères et plus de 720 points sont automatiquement admis, en tant que cinq étoiles supérieur.
La classification de la distinction Palace ne se contente pas de ce système. Son idée principale est l'appréciation de la capacité d'établissement ; elle fait examiner si celui-ci est capable d'enrichir la vie des clients pendant leurs séjours.

### Critères géographique et historique - originalité

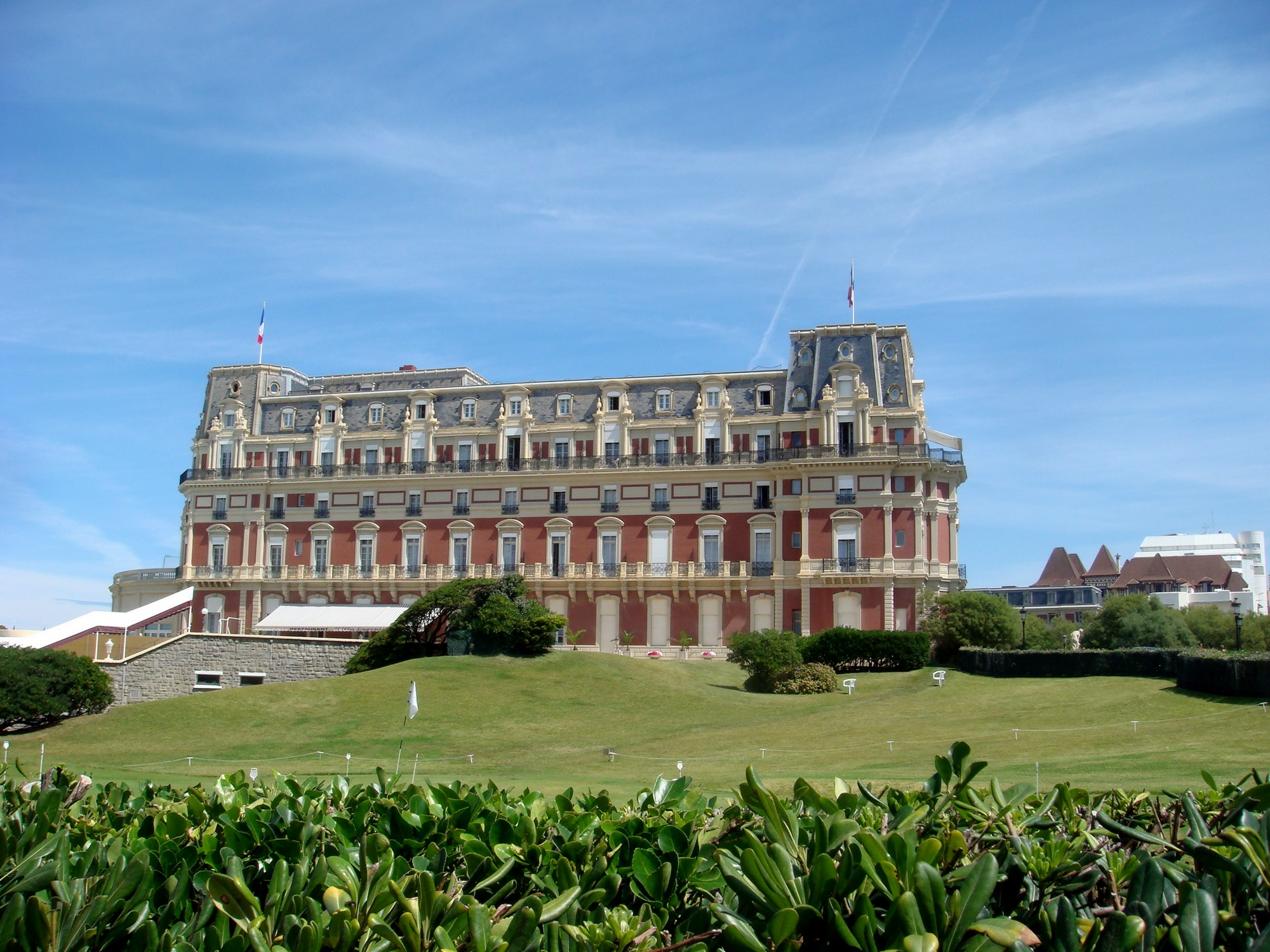
L'hôtel du Palais, situé sur la côte Atlantique à Biarritz, est le seul palace appartenant à une commune, ville de Biarritz. Construit en 1855 par Napoléon III pour sa famille, cet édifice est l'un des meilleurs exemplaires du style Second Empire. Son livre d'or est magnifique. Avant de devenir hôtel en 1893, il accueillait des rois, reines et princes dont Isabelle II d'Espagne, Léopold II de Belgique ainsi que Prosper Mérimée, Otto von Bismarck. Après, la reine Victoria, le roi Édouard VII, l'impératrice Sissi, Sarah Bernhardt, Edmond Rostand, Maurice Ravel, Jean Cocteau, Ernest Hemingway, Gary Cooper, Frank Sinatra.
D'ailleurs, dès le bal « Second Empire » organisé par le roi Alphonse XIII d'Espagne en 1922, toute l'Europe y dansait.

À la différence de la catégorie cinq étoiles supérieur, aucun hôtel, qui est situé dans une zone industrielle, près d'une autoroute ou en face du parking d'un aéroport, ne pourra obtenir la distinction Palace. Il se trouve dans la Ville lumière ou le village entre ciel et mer. Soit dans la station de ski vraiment chic, soit dans la ville thermale romaine. « La localisation de l'établissement doit être exceptionnelle ».
L'histoire est prise en compte, non seulement celle de l'hôtel lui-même, mais aussi celle de l'édifice, à savoir « l'architecture exceptionnelle du bâtiment qu'il soit historique ou de facture contemporaine ». Par exemple, l'Hôtel du Palais de Biarritz bénéficie de son histoire exceptionnelle. Il faut aussi que l'histoire de la clientèle soit riche, car le client est l'un des composants importants du palace, qui augmente la splendeur de l'établissement. Ainsi, lors de l'inauguration de l'hôtel Byblos le 27 mai 1967, l’établissement invita plus de 700 personnes parmi lesquelles l'administrateur général de la Comédie-Française Maurice Escande, Françoise Sagan, René Clair, Bernard Buffet, Paco Rabanne. Le jury apprécie donc « la légende, l'histoire et la personnalité de l'établissement ». Pourtant, aujourd'hui, ce critère historique, qui était respecté stricto sensu, ne semble plus indispensable. En effet, de nouveaux établissements parmi les candidats devinrent plus nombreux.
Par ailleurs, avant de finir leur rapport en 2010, deux experts, François Delahaye et Pierre Ferchaud, soulignèrent « un effet salle de bal » : « Il y a dans les palaces, de par leur taille et leur histoire, un effet salle de bal. Les lustres y sont pour quelque chose, ainsi que les personnes chics qui s'y croisent dans le sillage d'un parfum ou d'une belle robe. La perfection y est un instinct, les grands salons bruissant de conversation ou de musique vivante douce, une merveille, et la recherche de plaisir, une attention de tous les instants. »
C'est le Peninsula Paris, nouveau palace depuis juillet 2016, qui accueillit de nombreuses filles de Gotha, en tant que nouveau partenaire du Bal des débutantes. À partir de 2018, l'événement se trouve auprès de Shangri-La Paris. Tout singulières dans le monde entier, certains palaces officiels se distinguent avec « le caractère unique de l'établissement ».

### Qualité des services de bouche

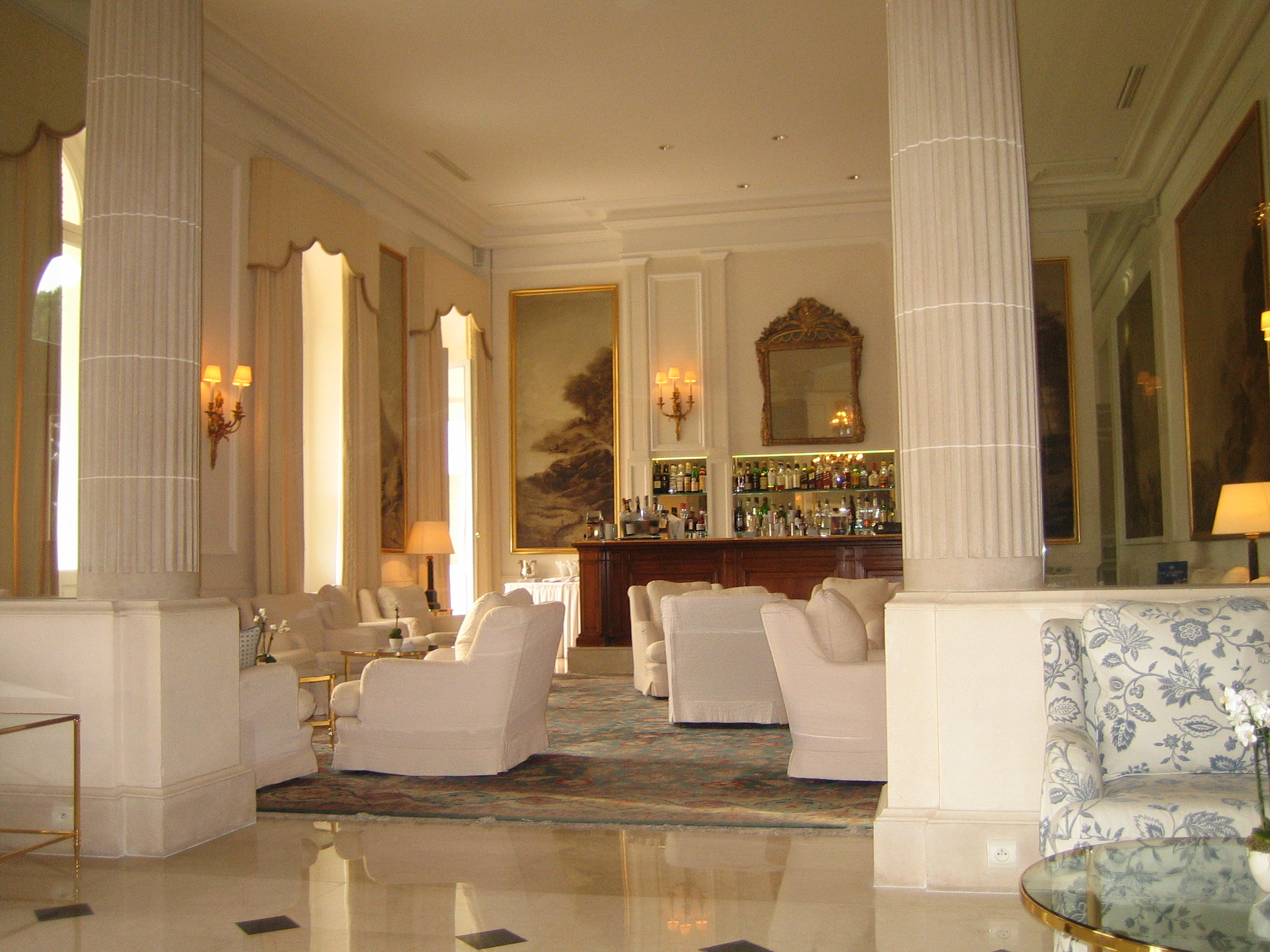
Bar de l'Hôtel du Cap-Eden-Roc (3 Clefs Michelin 2024).

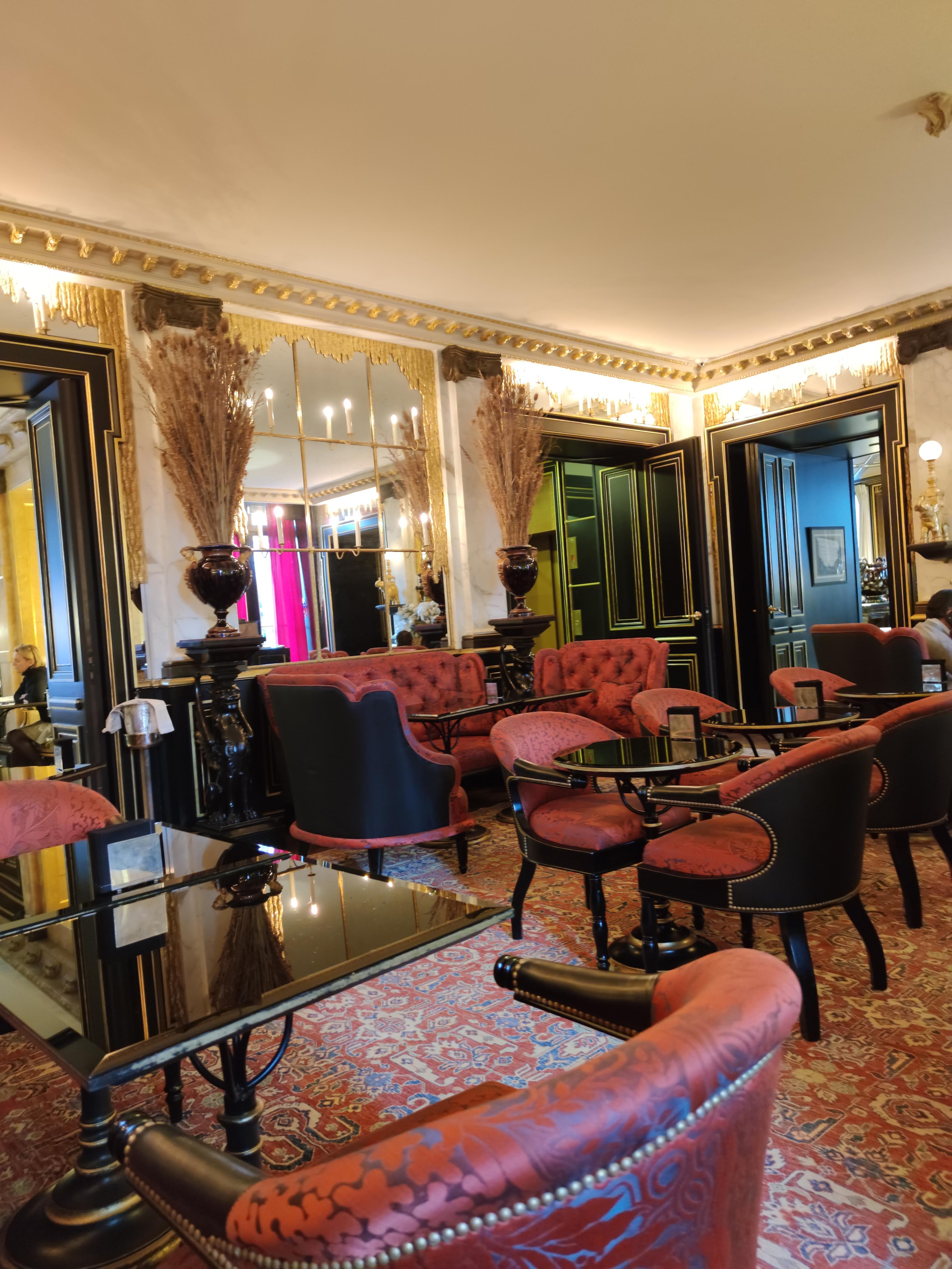
Bar de la Réserve Paris (3 Clefs Michelin 2024).

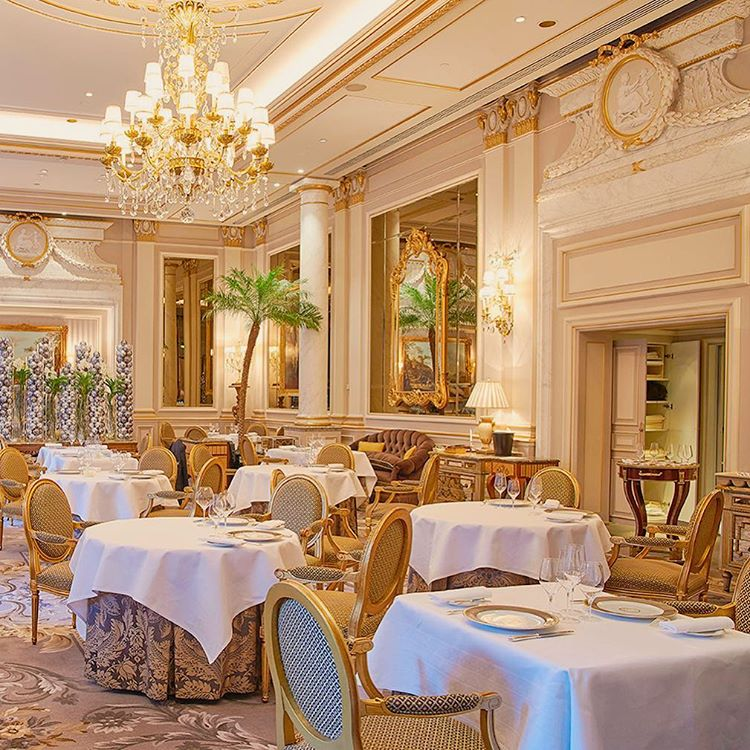
Restaurant Le Cinq au sein de l'Hôtel George V (3 macarons du guide Michelin 2024).

De sorte que soit inoubliable le séjour des clients auprès du palace officiel, il faut « l'excellence de la restauration et du bar ».
L'existence du bar dans l'hôtellerie de haute gamme était certes très importante, car, au XXe siècle en France, celui-ci fonctionnait comme haut lieu où les gens se rencontraient, créant de nouvel esprit. Il suffit de citer un bar mythique, celui de l'Hôtel Pont Royal, mais disparu. Il était en effet le salon quasi-officiel des Éditions Gallimard. Dans le bar Hemingway du Ritz, fréquenté par cet écrivain, le cocktail « Ritz Sidecar » était réputé tant pour son goût exceptionnel que pour son prix de plusieurs centaines d'euros. Or, en admettant que se trouvent des bars très chic auprès des palaces officiels, le bar légendaire n'existe plus.
Au contraire, à la suite de l'inauguration du label officiel, le restaurant gastronomique y devint un véritable phénomène. Ainsi, en 2016, tandis que le label comptait alors 23 palaces, trois établissements, le Bristol, le Plaza Athénée et le George-V, avaient l'honneur d'accueillir leurs clients dans leur restaurant classés trois étoiles. Le nombre de leurs restaurants gastronomiques augmenta, très rapidement, en dix ans. La liste est plus riche, à la suite de l'arrivée de Michel Guerard, l'un des chefs français les plus distingués, en juillet 2017, avec son propre hôtel. Il est très connu comme un des créateurs de la nouvelle cuisine.
Une coutume française fit amplifier cette caractéristique gastronomique. Il s'agit de la tradition du repos dominical, qui oblige la fermeture du week-end. C'est la raison pour laquelle reste « à la carte » la « possibilité de dîner à l'hôtel 7 jours sur 7 », et non obligatoire. Mais cette fermeture est tout à fait incompréhensible pour la clientèle étrangère, qui est toujours très importante. La solution des établissements était l'installation d'un deuxième restaurant sans fermeture hebdomadaire. Et en mars 2013, le restaurant secondaire du Bristol, Le 114, Faubourg, obtint sa première étoile, grâce auquel ce palace conserve quatre macarons du guide Michelin. Désormais, il n'est plus inhabituel que les clients puissent dîner dans plusieurs restaurants gastronomiques au sein d'un palace français.
Le résultat est significatif. En 2024, on compte encore 6 restaurants trois étoilés parmi les palaces. Le George V garde, pour la première fois, 6 macarons (restaurant principal toujours récompensé de trois étoiles, deuxième possédant deux étoiles et troisième avec une étoile). 21 palaces possèdent au moins un restaurant qui est honoré d'un macaron du guide Michelin. Ils comptbre 41 macarons au total tandis qu'en 2019, 19 palaces accumulaient 44 macarons.
Il faut ajouter que le jury apprécie « la qualité et l'importance des références de la carte des vins ». La cave est aussi une tradition française. Étant donné que le restaurant trois étoilé, notamment sa cave, est vraiment coûteux, les clients fortunés des palaces sont idéaux pour maintenir sa qualité. Auprès des palaces, il existe plus de possibilités : service d'étages, réunion, banquets, surtout ceux de mariage. Cependant, la gestion d'un restaurant gastronomique et celle d'un hôtel de haute gamme ne sont pas nécessairement harmonieuses. Parfois, cela provoque le départ de chef cuisinier.

### Critère de confort et investissement pour la rénovation
Les signes officiels qui distinguent les établissements les plus cotés sont attribués à condition de satisfaire les exigences de l'hôtellerie de luxe en ce qui concerne « l'esthétique, la générosité des lieux, la qualité remarquable des équipements et éléments de confort ».
Parmi les palaces labellisés, certains profitent de la variété et de la richesse, qui se trouvent dans l'ameublement et la décoration historiques. Ainsi, le Meurice se caractérise par un décor où le style Louis XV s'associe au style Louis XVI. Quant à l'hôtel du Palais de Biarritz, il s'agit d'une synthèse entre le style Second Empire,, et la restauration par Édouard-Jean Niermans et Marcel Dourgnon, qui fut effectuée de 1903 à 1905.
Mais la tendance actuelle vise surtout la rénovation, qui devint quasiment obligatoire pour les palaces. Ce renouvellement a commencé, d'abord, dans quelques hôtels de petite taille. Par exemple, le célèbre décorateur Pierre-Yves Rochon réorganisa toute l'architecture intérieure de l'un des établissements des Relais & Châteaux, Château Cordeillant-Bages de Pauillac, lors de sa rénovation en 1989. Vraisemblablement inspirés par cette amélioration, plusieurs établissements de luxe dont le Bristol et le Plaza Athénée entreprirent de rénover leurs chambres dans les années 1990. Le collaborateur du Bristol était Hermès. Le George-V et le Grand-Hôtel du Cap-Ferrat aussi bénéficièrent du travail de Pierre-Yves Rochon.

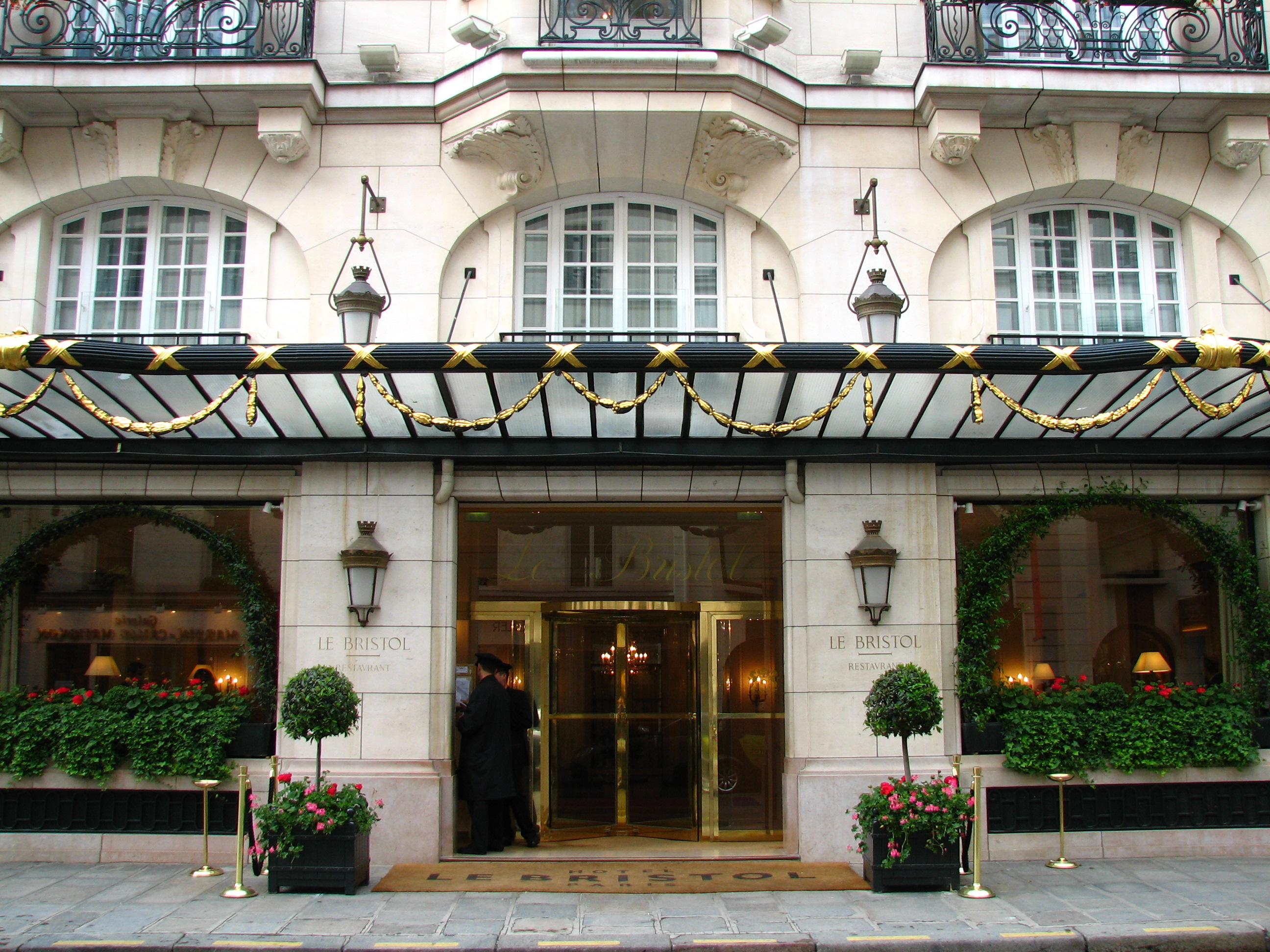
Le Bristol Paris est l'un des premiers palaces qui effectua une rénovation moderne dès les années 1990. Suite d'arrivée de Pierre Ferchaud en 1994, l'amélioration fût réalisée grâce à sa collaboration d'Hermès. Il transforma aussi les chambres de petite taille en suites de luxe.

À la suite de l'arrivée des chaînes hôtelières asiatiques à Paris, le cercle étroit des membres parisiens de l'hôtellerie de luxe fut bouleversé. L'inauguration de deux nouveaux hôtels, le Mandarin Oriental et le Shangri-La, principalement destinés aux clients asiatiques, eut un grand retentissement. Déjà, en 2002, après l'ouverture du Park Hyatt Vendôme, la capitale française comptait 1 150 chambres et suites dans cette catégorie de luxe. La création de deux hôtels y ajouta 218 chambres complètement nouvelles selon le site d'Atout France. Puis, ce fut le Royal Monceau acquis par le groupe Raffles de Singapour qui paracheva en octobre 2010 son amélioration après une fermeture complète de deux ans.
Le Bristol et le Plaza Athénée, entreprirent également de s'agrandir en acquérant des immeubles voisins. Il est symbolique que le Ritz Paris, qui n'avait jamais connu sa rénovation pendant trente ans, ait fermé entièrement ses portes en août 2012. Cette fermeture fut suivie de celle de l'Hôtel de Crillon le 31 mars 2013. Dorénavant, fortement affecté par la guerre des palaces, la distinction officielle liée à l'hôtellerie de luxe concernait surtout les établissements entièrement rénovés. Chose symbolique, ce qui décrocha le 13e distinction officielle le 27 juin 2013 était le Royal Monceau. En dépit d'un nombre limité de clients, en France, les investissements, qui avaient but d'obtenir et de maintenir le label, restaient énormes jusqu'en 2020. L'Hôtel Lutetia aussi dépensa, par exemple, 200 millions d'euros qui étaient réservés aux travaux, avant de devenir palace en 2019.
Pourtant, cette tendance risque de porter atteinte aux caractéristiques uniques de chaque établissement et de provoquer la disparition des décors historiques. Ainsi, l'Hôtel de Crillon effectua sa vente aux enchères du 18 au 22 avril 2013, pour sa collection d'art décoratif,.

### Critères de personnalisation du service et taux de suites
Le palace officiel est loin d'être un hôtel de catégorie six étoiles. En effet, même au début du XXIe siècle, les clients du Ritz Paris ne portaient pas de clé. C'étaient les concierges qui conservaient les clés, car l'équipe circulait régulièrement dans les couloirs. Cette particularité peut être expliquée par la proportion de suites du Ritz, qui était de 38 % en 2001. Il s'agit de la réflexion et d'un retour vers la tradition. Dans les résidences du noble, « la personnalisation, la rapidité, la précision et la permanence du service » étaient assurées par de nombreux serviteurs. C'est pourquoi « la capacité de l'établissement et la présence importante de suites » sont essentielles. Le rapport de 2010 proposait que les palaces se composent d'entre 30 et 250 chambres, pour que ces qualités du service soient assurées et optimisées par assez nombre de personnels. D'ailleurs, afin de satisfaire l'un des critères de la distinction Palace, il faut au minimum 20 % de suites (ayant une surface de 60 m² ou plus). Toutefois, l'Hôtel le Bristol va plus loin. Dès les années 1990, celui-ci augmente sans cesser les nombre, taille et qualité des suites. En 2013, l'établissement comptait 92 suites et 96 chambres alors qu'en 2001, sa proportion de suites n'était que de 26 %. Le Bristol dépense beaucoup pour cette transformation : 60 millions d'euros en 2009, 10 millions en 2010 et 25 millions en 2011. L'Hôtel La Réserve, quant à lui, ne possédait que sept chambres et seize suites, lors de sa promotion. D'où le palace se distingue de « la structure de leurs coûts présente des coûts fixes supérieurs aux coûts variables ».
Afin de conserver leur réputation, leur niveau de prestations et de services supérieurs alourdit considérablement leur part de coûts fixes. Pour d'autres établissements, il s'agit des coûts variables de l'eau, de l'électricité, des serviettes, par exemple, d'après le nombre réel de clients. En 2004, la directrice de trois établissements, dont Les Airelles précisa : « Nous employons plus de 112 salariés pour 59 suites et chambres pour satisfaire les clients les plus difficiles ». À Paris, il faut au minimum 2,5 employés par chambre, d'après Didier Le Calvez, directeur général du Bristol. En 2010, son hôtel comptait 540 salariés pour 190 chambres et suites, alors que le Ritz avait besoin de 550 personnes pour 161 chambres et suites en 2007.
De sorte qu'est appréciée « l'implication des équipes dans la recherche de l'excellence », y compris le budget formation.

### Obligations des établissements
Avant que le dossier ne soit préparé, il faut que soit déjà établis et stabilisés « des indicateurs économiques distinguant l'excellence du service » :
- à la performance commerciale de l'établissement par rapport à la moyenne des établissements classés cinq étoiles sur la place ;
- à l'effectif moyen annuel par clé rapporté par taux d'occupation de l'établissement (2024) :
  - supérieur ou égale 2,5 pour les établissements parisiens ;
  - supérieur ou égale 1,8 pour les établissements non parisiens.

Afin d'obtenir la distinction Palace, l'établissement doit pareillement respecter « une démarche exemplaire et responsable ». D'une part, il s'agit de la qualité des conditions de travail proposées aux personnels. D'autre part, il faut que la croissance de l'établissement soit achevée, à condition de la promotion du développement durable.

### Adoption de nouvelles technologies
À la suite de la réforme sur les critères du label officiel, les établissements doivent, à partir du mois d'octobre 2024, satisfaire « un recours accru à la digitalisation des services et aux nouvelles technologies » (critère 12). Il s'agit, par exemple, du degré de domotique auprès de chambre, de la dématérialisation de certaines étapes du parcours client.

### En résumé
François Delahaye et Pierre Ferchaud soutiennent en 2010 que c'est : « un endroit qui vous procure le sentiment de vivre un instant rare, unique ». Il s'agit du prestigieux établissement français qui est capable de charmer la clientèle mondiale, grâce aux qualités exceptionnelles ainsi qu'aux caractéristiques distinguées.
C'est aussi ce qu'annonçait en 1998 une brochure du Plaza Athénée (p. 3) : « Palace de charme, le Plaza Athénée est beaucoup plus qu'un hôtel de luxe. C'est une institution, un privilège. Il résiste aux modes et aux époques, il est unique. On ne peut pas l'expliquer car on n'explique pas l'exceptionnel. C'est le Plaza tout court, la meilleure manière d'apprécier l'hospitalité à la française, un must international. »

## Remaniement en cours
À la suite de la réunion tenue le 11 mars 2025, 8 palaces parisiens ont obtenu, pour la première fois après la réforme, leur renouvellement pour une durée de 3 ans :
1. Four Seasons Hôtel George V ;
2. Hôtel de Crillon ;
3. Hôtel La Réserve Paris ;
4. Le Bristol Paris ;
5. Hôtel Le Meurice ;
6. The Peninsula Paris ;
7. Hôtel Plaza Athénée ;
8. Hôtel Royal Monceau.

En attendant que la nouvelle commission finisse toutes les inspections des candidats, la liste provisoire de 31 établissements est identique à celle de 2024.

## Évolution du labelPalace
Jusqu'à la crise liée à la pandémie de Covid-19, le label Palace officiel connut son évolution.
- 2011 : 9
- 2012 : 12
- 2013 : 13
- 2014 : 16
- 2016 : 23
- 2017 : 24
- 2018 : 25
- 2019 : 31